# Midnight Express (libro)
Midnight Express es un libro de 1977 escrito por Billy Hayes y William Hoffer.

## Contenido y adaptación
El libro narra las experiencias de Billy cuando, siendo un joven estadounidense, fue enviado a una dura prisión turca por haber tratado de contrabandear hachís de Turquía a los Estados Unidos. En 1978, el libro fue adaptado en una película homónima, en coproducción estadounidense y británica, protagonizada por Brad Davis y dirigida por Alan Parker.

## Ediciones
- Dutton, 1977. ISBN 0-525-15605-4 (primera edición)